# 弗朗西斯科·莫斯
弗朗西斯科·莫斯（義大利語：Francesco Moser，1951年6月19日—），綽號警長（Lo sceriffo），前意大利職業公路單車運動員，曾6次於環意單車賽奪得三甲，包括於1984年度的賽事中奪冠。退役後醉心葡萄栽培，與其子女經營家族位於特伦蒂诺-上阿迪杰大区的酒莊。

## 外部連結
- 弗朗西斯科·莫斯在Cycling Archives（英语）
- 弗朗西斯科·莫斯在ProCyclingStats（英语）
- 弗朗西斯科·莫斯在CycleBase（英语）
- 弗朗西斯科·莫斯在Olympedia（英语）
- Francesco Moser and his latest son Ignazio are among the characters of the cycling film "The Last Kilometer" 的存檔，存档日期18 August 2013.